# Alconchel
Alconchel és un municipi de la província de Badajoz, a la comunitat autònoma d'Extremadura. Limitan al nord amb Olivença, al sud amb Villanueva del Fresno, a l'est amb Táliga i Higuera de Vargas, i a l'oest amb Cheles i Portugal, de la que el separa el riu Guadiana.